# Jaguar européen
Panthera gombaszoegensis
Espèce
Synonymes
- Jansofelis vaufreyi Bonifay, 1971
- Panthera toscana Schaub, 1949
- Panthera schreuderi Koenigswald, 1960

Le Jaguar européen (Panthera gombaszoegensis) est une espèce fossile de félins du Pliocène supérieur et du Pléistocène inférieur. Il vivait il y a environ 1,5 million d’années sur le continent européen.

## Les fossiles

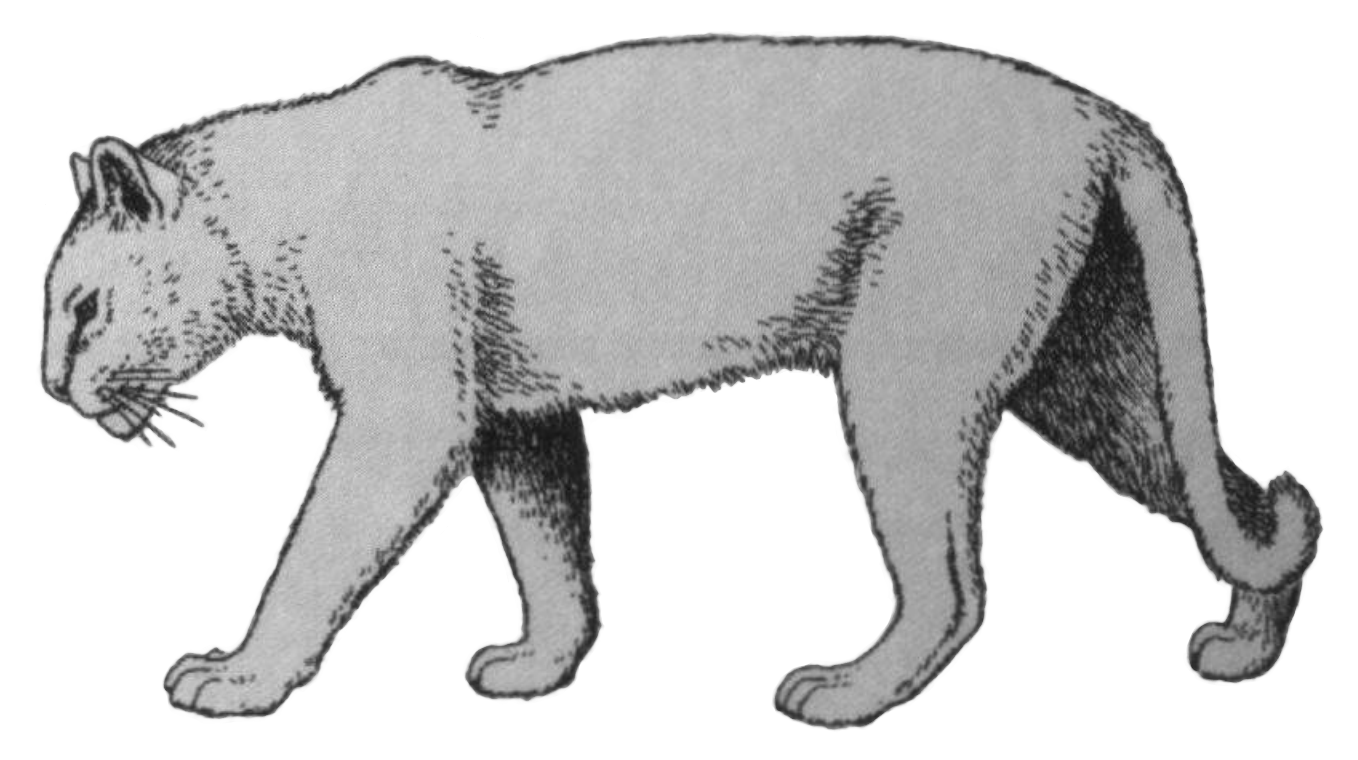
Vue d'artiste du Jaguar européen.

Les premiers restes fossiles de cet animal ont été mis au jour à Olivola, dans le nord de l'Italie ; d’autres ont été trouvés en Angleterre, en Allemagne, en Espagne, en France et aux Pays-bas.
Des restes fossiles attribués à une forme semblable ont été exhumés en Afrique de l’Est : elle possédait des caractères communs avec le tigre et le lion, ce qui laisse penser qu’il y a un lien entre ces trois espèces.
En France, la plupart des fossiles de cette espèce ont été trouvés dans des grottes.[réf. nécessaire] La grotte d'Artenac (Charente) a livré deux crânes à peu près complets et un ensemble d'ossements important ; on le trouve aussi au Vallonet (Alpes-Maritimes), dans la grotte de Belle-Roche en Belgique,…
Il est rare dans le Pléistocène français. Il disparaît à la fin de la glaciation de Mindel (vers −350 000 ans).

## Apparences et habitudes
Le jaguar européen était plus grand que les jaguars américains actuels, avec un poids de 70 à 210 kilos, ce qui laisse penser qu’il pouvait chasser de plus grosses proies que ceux-ci. L’espèce était probablement solitaire, comme la panthère ou le jaguar moderne. On a souvent pensé qu’elle vivait dans des forêts, avec les habitudes du jaguar, mais des travaux de 2002 suggèrent que ce n'était pas forcément le cas.
Il devait avoir un pelage semblable à celui de la panthère actuelle pour mieux se fondre dans son environnement.

## Liens de parentés
L’espèce Panthera gombaszoegensis a beaucoup de points communs avec le lion (Panthera leo) : on pense donc que c’est son ancêtre, mais on ne connait pas exactement le lien qui existe entre le jaguar européen (P. gombaszoegensis), le léopard (P. pardus), le lion (P. leo), le jaguar (P. onca) et le tigre (P. tigris).

## Habitat et environnement
L'environnement où vivait le jaguar européen n'est pas celui de l'Europe actuelle ; il ressemblait plus aux savanes africaines, c'est-à-dire des plaines herbeuses parsemées d’arbres.
Appelée Plio-pléistocène (Villafranchien), cette époque est caractérisée par un climat et une faune unique, qui mêle souvent rhinocéros, proboscidiens, bovidés, chevaux, cervidés, sangliers, félins, canidés et parfois des primates (macaques, hommes primitifs).

## Phylogénie
Cladogramme basé sur l'analyse phylogénétique des espèces vivantes et éteintes (†) du genre Panthera réalisée par P. Piras et ses collègues en 2018. P.  gombaszoegensis y est placée en groupe frère du Jaguar actuel (Panthera onca) :
|  | \| \| † Panthera blytheae \| \| \| \| \| \| Panthera uncia (Panthère des neiges) \| \| \| \| |
|  |                                                                                              |
|  | † Panthera blytheae                                                                          |
|  |                                                                                              |
|  | Panthera uncia (Panthère des neiges)                                                         |
|  |                                                                                              |

|  | † Panthera blytheae                  |
|  |                                      |
|  | Panthera uncia (Panthère des neiges) |
|  |                                      |

|  | \| \| † Panthera zdanskyi (Tigre de Longdan) \| \| \| \| \| \| Panthera tigris (Tigre) \| \| \| \| |
|  | |
|  | † Panthera zdanskyi (Tigre de Longdan)                                                             |
|  | |
|  | Panthera tigris (Tigre)                                                                            |
|  | |

|  | † Panthera zdanskyi (Tigre de Longdan) |
|  |                                        |
|  | Panthera tigris (Tigre)                |
|  |                                        |

|  | \| \| † Panthera blytheae \| \| \| \| \| \| Panthera uncia (Panthère des neiges) \| \| \| \| |
|  |                                                                                              |
|  | † Panthera blytheae                                                                          |
|  |                                                                                              |
|  | Panthera uncia (Panthère des neiges)                                                         |
|  |                                                                                              |

|  | † Panthera blytheae                  |
|  |                                      |
|  | Panthera uncia (Panthère des neiges) |
|  |                                      |

|  | \| \| † Panthera zdanskyi (Tigre de Longdan) \| \| \| \| \| \| Panthera tigris (Tigre) \| \| \| \| |
|  | |
|  | † Panthera zdanskyi (Tigre de Longdan)                                                             |
|  | |
|  | Panthera tigris (Tigre)                                                                            |
|  | |

|  | † Panthera zdanskyi (Tigre de Longdan) |
|  |                                        |
|  | Panthera tigris (Tigre)                |
|  |                                        |

|  | \| \| † Panthera gombaszoegensis (Jaguar européen) \| \| \| \| \| \| Panthera onca (Jaguar) \| \| \| \| |
|  | |
|  | † Panthera gombaszoegensis (Jaguar européen)                                                            |
|  | |
|  | Panthera onca (Jaguar)                                                                                  |
|  | |

|  | † Panthera gombaszoegensis (Jaguar européen) |
|  |                                              |
|  | Panthera onca (Jaguar)                       |
|  |                                              |

|  | Panthera leo (Lion) |
|  | |
|  | \| \| † Panthera spelaea (Lion des cavernes d'Eurasie) \| \| \| \| \| \| † Panthera atrox (Lion d'Amérique) \| \| \| \| |
|  | |
|  | † Panthera spelaea (Lion des cavernes d'Eurasie)                                                                        |
|  | |
|  | † Panthera atrox (Lion d'Amérique)                                                                                      |
|  | |

|  | † Panthera spelaea (Lion des cavernes d'Eurasie) |
|  |                                                  |
|  | † Panthera atrox (Lion d'Amérique)               |
|  |                                                  |

|  | Panthera leo (Lion) |
|  | |
|  | \| \| † Panthera spelaea (Lion des cavernes d'Eurasie) \| \| \| \| \| \| † Panthera atrox (Lion d'Amérique) \| \| \| \| |
|  | |
|  | † Panthera spelaea (Lion des cavernes d'Eurasie)                                                                        |
|  | |
|  | † Panthera atrox (Lion d'Amérique)                                                                                      |
|  | |

|  | † Panthera spelaea (Lion des cavernes d'Eurasie) |
|  |                                                  |
|  | † Panthera atrox (Lion d'Amérique)               |
|  |                                                  |

|  | Panthera leo (Lion) |
|  | |
|  | \| \| † Panthera spelaea (Lion des cavernes d'Eurasie) \| \| \| \| \| \| † Panthera atrox (Lion d'Amérique) \| \| \| \| |
|  | |
|  | † Panthera spelaea (Lion des cavernes d'Eurasie)                                                                        |
|  | |
|  | † Panthera atrox (Lion d'Amérique)                                                                                      |
|  | |

|  | † Panthera spelaea (Lion des cavernes d'Eurasie) |
|  |                                                  |
|  | † Panthera atrox (Lion d'Amérique)               |
|  |                                                  |

|  | Panthera leo (Lion) |
|  | |
|  | \| \| † Panthera spelaea (Lion des cavernes d'Eurasie) \| \| \| \| \| \| † Panthera atrox (Lion d'Amérique) \| \| \| \| |
|  | |
|  | † Panthera spelaea (Lion des cavernes d'Eurasie)                                                                        |
|  | |
|  | † Panthera atrox (Lion d'Amérique)                                                                                      |
|  | |

|  | † Panthera spelaea (Lion des cavernes d'Eurasie) |
|  |                                                  |
|  | † Panthera atrox (Lion d'Amérique)               |
|  |                                                  |

|  | \| \| † Panthera gombaszoegensis (Jaguar européen) \| \| \| \| \| \| Panthera onca (Jaguar) \| \| \| \| |
|  | |
|  | † Panthera gombaszoegensis (Jaguar européen)                                                            |
|  | |
|  | Panthera onca (Jaguar)                                                                                  |
|  | |

|  | † Panthera gombaszoegensis (Jaguar européen) |
|  |                                              |
|  | Panthera onca (Jaguar)                       |
|  |                                              |

|  | Panthera leo (Lion) |
|  | |
|  | \| \| † Panthera spelaea (Lion des cavernes d'Eurasie) \| \| \| \| \| \| † Panthera atrox (Lion d'Amérique) \| \| \| \| |
|  | |
|  | † Panthera spelaea (Lion des cavernes d'Eurasie)                                                                        |
|  | |
|  | † Panthera atrox (Lion d'Amérique)                                                                                      |
|  | |

|  | † Panthera spelaea (Lion des cavernes d'Eurasie) |
|  |                                                  |
|  | † Panthera atrox (Lion d'Amérique)               |
|  |                                                  |

|  | Panthera leo (Lion) |
|  | |
|  | \| \| † Panthera spelaea (Lion des cavernes d'Eurasie) \| \| \| \| \| \| † Panthera atrox (Lion d'Amérique) \| \| \| \| |
|  | |
|  | † Panthera spelaea (Lion des cavernes d'Eurasie)                                                                        |
|  | |
|  | † Panthera atrox (Lion d'Amérique)                                                                                      |
|  | |

|  | † Panthera spelaea (Lion des cavernes d'Eurasie) |
|  |                                                  |
|  | † Panthera atrox (Lion d'Amérique)               |
|  |                                                  |

|  | Panthera leo (Lion) |
|  | |
|  | \| \| † Panthera spelaea (Lion des cavernes d'Eurasie) \| \| \| \| \| \| † Panthera atrox (Lion d'Amérique) \| \| \| \| |
|  | |
|  | † Panthera spelaea (Lion des cavernes d'Eurasie)                                                                        |
|  | |
|  | † Panthera atrox (Lion d'Amérique)                                                                                      |
|  | |

|  | † Panthera spelaea (Lion des cavernes d'Eurasie) |
|  |                                                  |
|  | † Panthera atrox (Lion d'Amérique)               |
|  |                                                  |

|  | Panthera leo (Lion) |
|  | |
|  | \| \| † Panthera spelaea (Lion des cavernes d'Eurasie) \| \| \| \| \| \| † Panthera atrox (Lion d'Amérique) \| \| \| \| |
|  | |
|  | † Panthera spelaea (Lion des cavernes d'Eurasie)                                                                        |
|  | |
|  | † Panthera atrox (Lion d'Amérique)                                                                                      |
|  | |

|  | † Panthera spelaea (Lion des cavernes d'Eurasie) |
|  |                                                  |
|  | † Panthera atrox (Lion d'Amérique)               |
|  |                                                  |

|  | \| \| † Panthera blytheae \| \| \| \| \| \| Panthera uncia (Panthère des neiges) \| \| \| \| |
|  |                                                                                              |
|  | † Panthera blytheae                                                                          |
|  |                                                                                              |
|  | Panthera uncia (Panthère des neiges)                                                         |
|  |                                                                                              |

|  | † Panthera blytheae                  |
|  |                                      |
|  | Panthera uncia (Panthère des neiges) |
|  |                                      |

|  | \| \| † Panthera zdanskyi (Tigre de Longdan) \| \| \| \| \| \| Panthera tigris (Tigre) \| \| \| \| |
|  | |
|  | † Panthera zdanskyi (Tigre de Longdan)                                                             |
|  | |
|  | Panthera tigris (Tigre)                                                                            |
|  | |

|  | † Panthera zdanskyi (Tigre de Longdan) |
|  |                                        |
|  | Panthera tigris (Tigre)                |
|  |                                        |

|  | \| \| † Panthera blytheae \| \| \| \| \| \| Panthera uncia (Panthère des neiges) \| \| \| \| |
|  |                                                                                              |
|  | † Panthera blytheae                                                                          |
|  |                                                                                              |
|  | Panthera uncia (Panthère des neiges)                                                         |
|  |                                                                                              |

|  | † Panthera blytheae                  |
|  |                                      |
|  | Panthera uncia (Panthère des neiges) |
|  |                                      |

|  | \| \| † Panthera zdanskyi (Tigre de Longdan) \| \| \| \| \| \| Panthera tigris (Tigre) \| \| \| \| |
|  | |
|  | † Panthera zdanskyi (Tigre de Longdan)                                                             |
|  | |
|  | Panthera tigris (Tigre)                                                                            |
|  | |

|  | † Panthera zdanskyi (Tigre de Longdan) |
|  |                                        |
|  | Panthera tigris (Tigre)                |
|  |                                        |

|  | \| \| † Panthera gombaszoegensis (Jaguar européen) \| \| \| \| \| \| Panthera onca (Jaguar) \| \| \| \| |
|  | |
|  | † Panthera gombaszoegensis (Jaguar européen)                                                            |
|  | |
|  | Panthera onca (Jaguar)                                                                                  |
|  | |

|  | † Panthera gombaszoegensis (Jaguar européen) |
|  |                                              |
|  | Panthera onca (Jaguar)                       |
|  |                                              |

|  | Panthera leo (Lion) |
|  | |
|  | \| \| † Panthera spelaea (Lion des cavernes d'Eurasie) \| \| \| \| \| \| † Panthera atrox (Lion d'Amérique) \| \| \| \| |
|  | |
|  | † Panthera spelaea (Lion des cavernes d'Eurasie)                                                                        |
|  | |
|  | † Panthera atrox (Lion d'Amérique)                                                                                      |
|  | |

|  | † Panthera spelaea (Lion des cavernes d'Eurasie) |
|  |                                                  |
|  | † Panthera atrox (Lion d'Amérique)               |
|  |                                                  |

|  | Panthera leo (Lion) |
|  | |
|  | \| \| † Panthera spelaea (Lion des cavernes d'Eurasie) \| \| \| \| \| \| † Panthera atrox (Lion d'Amérique) \| \| \| \| |
|  | |
|  | † Panthera spelaea (Lion des cavernes d'Eurasie)                                                                        |
|  | |
|  | † Panthera atrox (Lion d'Amérique)                                                                                      |
|  | |

|  | † Panthera spelaea (Lion des cavernes d'Eurasie) |
|  |                                                  |
|  | † Panthera atrox (Lion d'Amérique)               |
|  |                                                  |

|  | Panthera leo (Lion) |
|  | |
|  | \| \| † Panthera spelaea (Lion des cavernes d'Eurasie) \| \| \| \| \| \| † Panthera atrox (Lion d'Amérique) \| \| \| \| |
|  | |
|  | † Panthera spelaea (Lion des cavernes d'Eurasie)                                                                        |
|  | |
|  | † Panthera atrox (Lion d'Amérique)                                                                                      |
|  | |

|  | † Panthera spelaea (Lion des cavernes d'Eurasie) |
|  |                                                  |
|  | † Panthera atrox (Lion d'Amérique)               |
|  |                                                  |

|  | Panthera leo (Lion) |
|  | |
|  | \| \| † Panthera spelaea (Lion des cavernes d'Eurasie) \| \| \| \| \| \| † Panthera atrox (Lion d'Amérique) \| \| \| \| |
|  | |
|  | † Panthera spelaea (Lion des cavernes d'Eurasie)                                                                        |
|  | |
|  | † Panthera atrox (Lion d'Amérique)                                                                                      |
|  | |

|  | † Panthera spelaea (Lion des cavernes d'Eurasie) |
|  |                                                  |
|  | † Panthera atrox (Lion d'Amérique)               |
|  |                                                  |

|  | \| \| † Panthera gombaszoegensis (Jaguar européen) \| \| \| \| \| \| Panthera onca (Jaguar) \| \| \| \| |
|  | |
|  | † Panthera gombaszoegensis (Jaguar européen)                                                            |
|  | |
|  | Panthera onca (Jaguar)                                                                                  |
|  | |

|  | † Panthera gombaszoegensis (Jaguar européen) |
|  |                                              |
|  | Panthera onca (Jaguar)                       |
|  |                                              |

|  | Panthera leo (Lion) |
|  | |
|  | \| \| † Panthera spelaea (Lion des cavernes d'Eurasie) \| \| \| \| \| \| † Panthera atrox (Lion d'Amérique) \| \| \| \| |
|  | |
|  | † Panthera spelaea (Lion des cavernes d'Eurasie)                                                                        |
|  | |
|  | † Panthera atrox (Lion d'Amérique)                                                                                      |
|  | |

|  | † Panthera spelaea (Lion des cavernes d'Eurasie) |
|  |                                                  |
|  | † Panthera atrox (Lion d'Amérique)               |
|  |                                                  |

|  | Panthera leo (Lion) |
|  | |
|  | \| \| † Panthera spelaea (Lion des cavernes d'Eurasie) \| \| \| \| \| \| † Panthera atrox (Lion d'Amérique) \| \| \| \| |
|  | |
|  | † Panthera spelaea (Lion des cavernes d'Eurasie)                                                                        |
|  | |
|  | † Panthera atrox (Lion d'Amérique)                                                                                      |
|  | |

|  | † Panthera spelaea (Lion des cavernes d'Eurasie) |
|  |                                                  |
|  | † Panthera atrox (Lion d'Amérique)               |
|  |                                                  |

|  | Panthera leo (Lion) |
|  | |
|  | \| \| † Panthera spelaea (Lion des cavernes d'Eurasie) \| \| \| \| \| \| † Panthera atrox (Lion d'Amérique) \| \| \| \| |
|  | |
|  | † Panthera spelaea (Lion des cavernes d'Eurasie)                                                                        |
|  | |
|  | † Panthera atrox (Lion d'Amérique)                                                                                      |
|  | |

|  | † Panthera spelaea (Lion des cavernes d'Eurasie) |
|  |                                                  |
|  | † Panthera atrox (Lion d'Amérique)               |
|  |                                                  |

|  | Panthera leo (Lion) |
|  | |
|  | \| \| † Panthera spelaea (Lion des cavernes d'Eurasie) \| \| \| \| \| \| † Panthera atrox (Lion d'Amérique) \| \| \| \| |
|  | |
|  | † Panthera spelaea (Lion des cavernes d'Eurasie)                                                                        |
|  | |
|  | † Panthera atrox (Lion d'Amérique)                                                                                      |
|  | |

|  | † Panthera spelaea (Lion des cavernes d'Eurasie) |
|  |                                                  |
|  | † Panthera atrox (Lion d'Amérique)               |
|  |                                                  |